# 284-я истребительная авиационная дивизия
284-я истреби́тельная авиацио́нная диви́зия (284-я иад) — соединение Военно-Воздушных сил (ВВС) Вооружённых Сил РККА, принимавшее участие в боевых действиях Великой Отечественной войны.

## Наименования дивизии

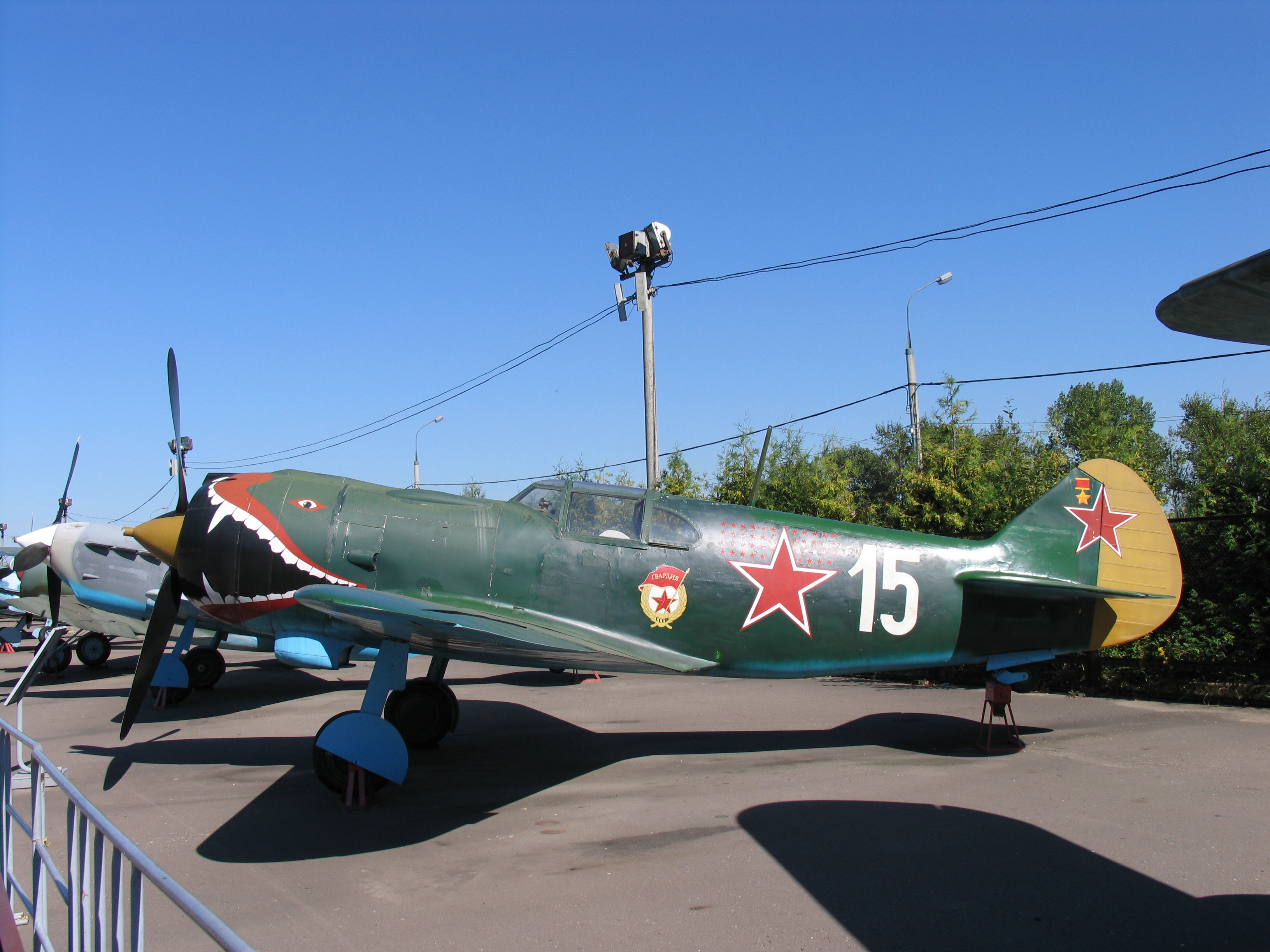
Самолет Ла-5 находился на вооружении полков дивизии с момента формирования дивизии.

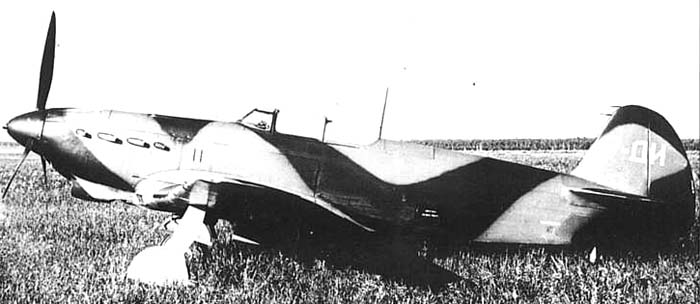
Самолет Як-7 находился на вооружении полков дивизии с момента формирования дивизии.

- 284-я бомбардировочная авиационная дивизия (05.07.1942 г.)[1];
- 284-я авиационная дивизия ночных бомбардировщиков (25.11.1942 г.)[1];
- 284-я истребительная авиационная дивизия (30.03.1943 г.)[1];
- 284-я ночная бомбардировочная авиационная дивизия (18.04.1943 г.)[1];
- 284-я ночная бомбардировочная авиационная Новосокольническая дивизия (03.02.1944 г.).
- Войсковая часть (Полевая почта) 30133.

## История и боевой путь дивизии
По состоянию на 30 марта в состав 284-й ночной бомбардировочной авиационной дивизии входили прежние полки:
- 279-й бомбардировочный авиационный полк (СБ и У-2);
- 638-й ночной бомбардировочный авиационный полк (У-2);
- 701-й ночной бомбардировочный авиационный полк (У-2).

На основании Приказа Верховного Главнокомандующего № 0059 от 30 марта 1943 года, щифртелеграммы ВВС КА № 12/127 и приказа 16-й воздушной армии № 083 284-я авиационная дивизия ночных бомбардировщиков выведена из состава 16-й воздушной армии и введена в состав 15-й воздушной армии, переформирована в 284-ю истребительную авиационную дивизия с приданием истребительных авиационных полков в составе:
- управление дивизии по штату 014/145 — аэродром Чернь;
- 431-й истребительный авиационный полк на Як-7 по штату 015/284 аэродром Студенец;
- 50-й истребительный авиационный полк на Ла-5 по штату 015/284 аэродром Орлик;
- 171-й истребительный авиационный полк на Ла-5 по штату 015/284 аэродром Чернь;
- 241-я отдельная рота связи по штату 015/217;
- почтовая станция Полевая почта 30133.

С 1 апреля дивизия боевой работы не вела, находясь на своих аэродромах, занимаясь по плану учебно-боевой подготовки. Полки дивизии занимались переучиванием на новый тип самолёта. Управление дивизии занималось подготовкой и обучением к управлению истребительной авиацией. 638-й ночной бомбардировочный авиационный полк и 701-й ночной бомбардировочный авиационный полк вышли из подчинения дивизии и стали отдельными полками прямого подчинения 15-й воздушной армии.
Во исполнение приказа заместителя Наркома обороны (шифртелеграмма № 16/202 от 17.04.1943 г.) и приказа командующего 15-й воздушной армии № 0098 от 17.04.1943 г. с 29 апреля 1943 года 284-я истребительная авиационная дивизия была переформирована в 284-ю ночную бомбардировочную авиационную дивизию с включением в состав:
- управление дивизии по штату 014/145 — аэродром Корсаково;
- 306-я отдельная рота связи по штату 015/217;
- 638-й ночной бомбардировочный авиационный полк (У-2) — аэродром Бредихино (Орловская область);
- 640-й ночной бомбардировочный авиационный полк (У-2) — аэродром Парамоново;
- 701-й ночной бомбардировочный авиационный полк (У-2) — аэродром Проходное;
- почтовая станция 2162.

Все истребительные полки вместе с командиром дивизии переданы в состав вновь формируемой 315-й истребительной авиационной дивизии.
В составе действующей армии дивизия находилась с 30 марта 1943 года по 17 апреля 1943 года.

## Командир дивизии
| Звание    | Имя                       | Период                  | Примечание |
| --------- | ------------------------- | ----------------------- | ---------- |
| Полковник | Пушкарёв Фёдор Степанович | 30.03.1943 — 17.04.1943 |            |

## В составе объединений
| Дата          | Фронт (округ)  | Армия                | Корпус | Примечания |
| ------------- | -------------- | -------------------- | ------ | ---------- |
| 30.03.1943 г. | Брянский фронт | 15-я воздушная армия | -      | -          |
| 17.04.1943 г. | Брянский фронт | 15-я воздушная армия | -      | -          |

## Части и отдельные подразделения дивизии
За весь период своего существования боевой состав дивизии претерпевал изменения, в различное время в её состав входили полки:
| Период                        | Части                                 | Примечание                                            |
| ----------------------------- | ------------------------------------- | ----------------------------------------------------- |
| 30.03.1943 г. — 29.04.1943 г. | 171-й истребительный авиационный полк | переучивался во 2-й запасной иап, передан в 315-ю иад |
| 30.03.1943 г. — 29.04.1943 г. | 50-й истребительный авиационный полк  | Передан в 315-ю иад                                   |
| 30.03.1943 г. — 29.04.1943 г. | 431-й истребительный авиационный полк | Передан в 315-ю иад                                   |

## Почётные наименования
171-му истребительному авиационному полку 4 мая 1943 года за показанные образцы мужества и геройства в борьбе против фашистских захватчиков и в целях дальнейшего закрепления памяти о героических подвигах сталинских соколов присвоено почётное наименование «Тульский».

## Участие в операциях и битвах
Дивизия осуществляла поддержку войск Брянского фронта